# Théorème de Rolle
Pour les articles homonymes, voir Rolle.
En mathématiques, et plus précisément en analyse, le théorème de Rolle (souvent mentionné sous le nom de lemme de Rolle), en référence à Michel Rolle, est un résultat fondamental concernant la dérivée d'une fonction réelle d'une variable réelle. Il énonce que si une fonction dérivable prend la même valeur en deux points, alors sa dérivée s'annule au moins une fois entre ces deux points.

## Énoncé

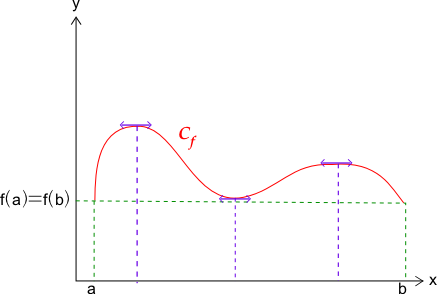
Illustration du théorème de Rolle. Ici, trois valeurs c vérifient le théorème.

Le théorème de Rolle s'énonce de la façon suivante : 
Théorème — 
Soient a et b deux réels tels que a < b et f une fonction à valeurs réelles continue sur [a, b] et dérivable sur ]a, b[ telle que
{\displaystyle f(a)=f(b).}
Alors, il existe (au moins) un réel c dans ]a, b[ tel que
{\displaystyle f'(c)=0.}

## Remarques
Le théorème de Rolle ne heurte pas l'intuition :
- dire qu'il existe au moins un élément où la dérivée de f est nulle, c'est dire qu'il existe un point où la tangente à la courbe y = f(x) est horizontale ;
- dire que la fonction est dérivable sur l'intervalle, c'est dire que sa représentation graphique n'a pas de discontinuités, ni même de points anguleux.

Les hypothèses nous garantissent par le théorème des bornes que la fonction a un minimum et un maximum. Il y a donc bien (au moins) un point c entre a et b tel que f(c) soit un maximum ou un minimum. En un tel point, la tangente à la courbe est horizontale.
Ce théorème permet d'intégrer les propriétés topologiques nécessaires des  nombres réels dans l'analyse des fonctions réelles d'une variable réelle.
Les propriétés topologiques sont intégrées à la démonstration à travers le théorème des bornes.
Le théorème de Rolle ne s'étend pas aux fonctions d'une variable réelle à valeurs vectorielles. Ainsi, la fonction dérivable de ℝ dans ℂ définie par f(t) = eit satisfait f(0) = f(2π) alors que sa dérivée, f ' (t) = i eit, ne s'annule pas.

## Applications
Ce théorème est utilisé pour la démonstration du théorème des accroissements finis (dont il est un cas particulier, d'où son appellation fréquente de lemme de Rolle) ; ce dernier théorème  sert à son tour à construire le développement limité d'une fonction et à établir le théorème de Taylor. C'est la raison pour laquelle le théorème de Rolle est incontournable dans la construction de l'analyse.
Si P est un polynôme réel ayant au moins p racines réelles distinctes, alors son polynôme dérivé a au moins p – 1 racines réelles distinctes.

## Démonstration
Le théorème de Rolle se déduit facilement du théorème des bornes et du théorème de Fermat sur les points stationnaires.

## Généralisations
Soient –∞ ≤ a < b ≤ +∞ et soit f : ]a, b[ → ℝ une fonction dérivable, possédant en a et b une même limite (éventuellement infinie). Alors, il existe un réel c dans ]a, b[ tel que f' (c) = 0.
D'autre part, si f est n fois dérivable sur {\displaystyle [a,b]} et s'annule en n + 1 points {\displaystyle a=a_{0}<a_{1}<\dots <a_{n-1}<a_{n}=b}, alors la dérivée n-ème de f s'annule au moins une fois sur {\displaystyle [a,b]} ; l'indice de Voorhoeve permet de généraliser encore ce résultat à des fonctions à valeurs complexes.

## Histoire
Michel Rolle publie son Traité d'algèbre en 1690 suivi, en 1691, d'une Démonstration d'une méthode pour résoudre les égalités de tous les degrés. Dans ces ouvrages, il propose une méthode permettant de déterminer un encadrement des racines d'un polynôme. Cette méthode, purement algébrique, consiste à définir à partir du polynôme initial un autre polynôme, appelé cascade, obtenu en multipliant chaque coefficient du polynôme initial par le degré correspondant,. Ainsi, le polynôme 
{\displaystyle (y-6)(y-21)(y-30)=y^{3}-57y^{2}+936y-3780}
admet comme cascade le polynôme 
{\displaystyle 3y^{3}-114y^{2}+936y=3y(y-12)(y-26)}
Excluant de la cascade la racine nulle artificiellement introduite, Rolle énonce que les racines de la cascade (12 et 26) séparent les racines du polynôme initial (6, 21 et 30). Colin Maclaurin donnera une autre démonstration du même théorème en 1729, également sous forme algébrique.
À la même époque se développe le calcul infinitésimal de Leibniz et Newton et il apparaît alors que la cascade de Rolle, au facteur y près, n'est autre que la dérivée du polynôme initial. Le théorème de Rolle sera utilisé pendant près de 150 ans dans son cadre algébrique pour séparer ou approcher les racines d'un polynôme, mais finira par prendre la forme : entre deux racines d'une équation est comprise une racine de l'équation dérivée,.
L'extension du théorème de Rolle au champ de l'analyse est directement liée à l'évolution de la façon dont on démontre le théorème des accroissements finis. Joseph-Louis Lagrange et Augustin Louis Cauchy démontrent ce théorème en montrant l'inégalité des accroissements finis, puis en appliquant le théorème des valeurs intermédiaires à la dérivée pour obtenir une égalité. Ils supposent pour cela que la dérivée est continue. Un changement important a lieu en 1868 avec le Cours de calcul différentiel et intégral de Joseph-Alfred Serret. Sur une idée de Pierre-Ossian Bonnet, ce cours adopte la présentation moderne : ramener le théorème des accroissements finis au cas où la fonction s'annule aux bornes de l'intervalle et tirer parti du fait qu'une telle fonction admet un extremum à l'intérieur de l'intervalle où la dérivée s'annule. Cette démarche nouvelle ne manquera pas d'être remarquée, notamment par Gaston Darboux en 1874, qui s'intéresse alors aux fonctions dérivables à dérivée non continue. L'intérêt de la démonstration de Bonnet est en effet d'être à la fois plus simple que les démonstrations de Lagrange ou Cauchy, mais aussi plus générale, la continuité de la dérivée n'étant pas nécessaire. Cependant, dans l'ouvrage de Serret, le lien avec le théorème algébrique de Rolle n'est pas encore affirmé. Ce lien apparaîtra dans les ouvrages de mathématiques qui suivront, et peu d'années après, la démarche de Bonnet est définitivement adoptée, le nom de Rolle étant alors également attribué au lemme permettant de prouver l'égalité des accroissements finis,.